# Wijkagent
Een wijkagent(e) of buurtagent(e), in Vlaanderen ook wel wijkinspecteur, is een politie-ambtenaar die in een wijk of buurt nauwe contacten onderhoudt met bewoners en partners in de wijk. De wijkagent is de schakel tussen de wijk enerzijds en de politie anderzijds. 
De wijkagent of wijkinspecteur houdt zich deels met algemeen politiewerk bezig, zoals surveilleren op straat en het oplossen van incidenten. Dit in het kader van 'kennen en gekend worden'. Hij is het oog en het oor van de politieorganisatie en geeft informatie door aan de lokale politieteams. Belangrijk is daarom zich als vertrouwenspersoon en hulpverlener een positie in de wijk te verwerven. Zo nodig is hij daarnaast repressief bezig (bekeuren) of doet hij aan concrete preventie (waarschuwen, voorlichten, bewust maken).
Een hoofdtaak van de wijkagent zijn de contacten met instanties en buurtbewoners (betrokken bewoners maar ook mensen die zelf met problemen kampen of die dreigen af te glijden naar criminaliteit). In voorkomende gevallen zal de agent zo snel mogelijk doorverwijzen naar professionele (hulpverlenings)instanties. Bij constatering van stroef werkende instanties zal hij daar de nodige pressie op uitoefenen en de mensen bewust maken en wijzen op hun verantwoordelijkheid. Verder komt het geregeld voor dat wijkagenten bemiddelen bij (buren)ruzies.

## België
In België legt het koninklijk besluit van 17 september 2001 een minimumnorm op, van één wijkagent per 4.000 inwoners.

## Nederland
In Nederland is de wettelijke norm één wijkagent op 5000 inwoners, verdeeld per regionale eenheid. Op 8 september 2014 was er sprake van 3444 wijkagenten.
Het werk van een wijkagent staat omschreven in de Politiewet 2012. Wijkagenten hebben veelal de rang van brigadier. Ze hebben hetzij een gebiedsgebonden, hetzij een functionele taakstelling. Bij een functionele taakstelling moet worden gedacht aan een wijkagent jeugd, een wijkagent horeca of een wijkagent digitaal.
In Amsterdam en sommige andere plaatsen hanteerde de politie jarenlang de naam buurtregisseur voor wijkagenten, wat diens actieve spilfunctie in de buurt uit moest drukken.